# Andryala integrifolia
La cerraja lanuda (Andryala integrifolia) es una planta herbácea de la familia Asteraceae, muy extendida por la región mediterránea.

## Descripción
Es una planta herbácea, de unos 40 a 50 cm como máximo, muy extendida por la región mediterránea. Como curiosidad y a diferencia de otras asteraceaes presentan látex.
Las hojas son alternas, de unos dos cm de grosor por 6 o 7 cm de longitud, dentadas y son tomentosas o cubiertas de pelos. Son las pubescencias aterciopeladas las que le dan ese aspecto blanquecino a esta planta, como se aprecia en la foto del tallo de la misma.
Capítulos en corimbos de color amarillo. Todas las flores del capítulo tienen ambos sexos, son hermafroditas.
La envoltura de la flor o involucro está formado por brácteas en forma de lanza o lanceoladas, con pelos algo más visibles que los del tallo.
Todas las flores del capítulo son líguladas, no solo las del extremo. Estas acaban en cinco dientes, son quinquedentadas. Las lígulas del extremo tienen en el centro una línea longitudinal de color morado.
El fruto, como la gran parte de las compuestas, es un vilano con pelos verdosos.
Distribución y hábitat
Se encuentran en el sudoeste de Europa, Región Mediterránea, Macaronesia 114 Andryala  integrifolia  L.  (Asteraceae)

## Taxonomía
|  | - Andryala integrifolia fue descrita por Carlos Linneo y publicado en Species Plantarum 2: 808. 1753. - La Andryala integrifolia que describe Guss. en 1844 es la Hieracium racemosum subsp. crinitum de (Sm.) Rouy Etimología Andryala: nombre genérico con derivación dudosa. Quizás procede del griego aner, andros que significa "macho" e hyalos, que significa cristal. |

### Sinonimia
NOTA: Los nombres que presentan enlaces son sinónimos en otras especies: 
- Andryala allochroa Hoffmanns. & Link
- Andryala ampelusia Maire
- Andryala cedretorum Maire
- Andryala corymbosa
- Andryala dentata Sm.
- Andryala diffusa Jan
- Andryala dissecta Hoffmanns. & Link
- Andryala gracilis
- Andryala humilis Pau
- Andryala minuta Lojac.
- Andryala mollis Asso
- Andryala parviflora Lam.
- Andryala reboudiana Pomel
- Andryala runcinata (Roth) Pers.
- Andryala sinuata L.
- Andryala undulata J.Presl & C.Presl
- Andryala uniflora Schrank
- Andryala variifolia Lagr.-Foss.
- Crepis incana Lapeyr.
- Hieracium andryala E.H.L.Krause
- Inula lesbiaca P.Candargy
- Rothia cheiranthifolia Roth
- Rothia lanata Bub.
- Rothia runcinata Roth

## Nombre común
- Castellano: ánica, ánnica, árnica, árnica borde, carmelita descalza, cerraja lanuda, chicoria de la pared, flor de árnica, mazapegos, pan de conejo, pata de perro, pugera, tamillo, viniebla.[7]